# Йохово
45°16′ пн. ш. 15°39′ сх. д. / 45.27° пн. ш. 15.65° сх. д.
Йохово (хорв. Johovo) — населений пункт у Хорватії, у Карловацькій жупанії у складі громади Войнич.

## Населення
Населення за даними перепису 2011 року становило 36 осіб.
Динаміка чисельності населення поселення: